# 李卓吾墓
李卓吾墓，位于北京市通州区西海子公园，立在燃灯塔旁边，是明朝思想家李贽（号“卓吾”）的墓。

## 简介
李卓吾墓位于通州区西海子公园。李贽逝世后，马经纶遵其遗嘱，将其安葬在通州城北的马厂村。墓地原有碑记2座，其中明朝万历三十八年（1610年）汪可受立的《卓吾老子墓碑》早已失存，仅存明朝万历四十年（1612年）马经纶之子马健顺协助詹轸光所立的青石碑《李卓吾先生墓碑》，该碑为方首、方座，通高2.51米，焦竑书“李卓吾先生墓”，碑阴是詹轸光书《李卓吾碑记》、《吊李卓吾先生墓》诗二首。中华民国初年，村民被地主煽惑，将该碑推倒，断为三截。1926年复立，并兴建碑楼。1953年，将该墓迁至通惠河北岸的大悲林村南，建砖冢，并且复建碑楼，嵌有“迁建碑记”。文化大革命初期，碑楼被毁，1974年修复。1983年，该墓迁至西海子公园内的现址。
李卓吾墓坐北朝南，长30米，宽12米，青砖宝顶，高1.55米，直径2.25米，墓内安葬李贽的骨坛。墓前有碑楼，庑殿式顶，山墙磨砖对缝，下有须弥座，碑楼内立有万历四十年的原碑。冢、碑三面围砌着十字花墙，靠墙植有松柏。碑楼前面有水泥台阶可至平地，隔甬路东西并列着两通碑：东为1953年初迁时所立碑记，青砂岩制；西为1983年再迁时所立碑记（通县人民政府所立《重移李卓吾墓记》碑），艾叶青石制。两碑前面居中立有周扬题写的“一代宗师”颂碑，汉白玉制。
1987年，李卓吾墓的保护范围及建设控制地带划定并公布。